# Pterocarpus angolensis
Pterocarpus angolensis är en ärtväxtart som beskrevs av Dc. Pterocarpus angolensis ingår i släktet Pterocarpus och familjen ärtväxter. IUCN kategoriserar arten globalt som nära hotad. Inga underarter finns listade i Catalogue of Life.

## Bildgalleri

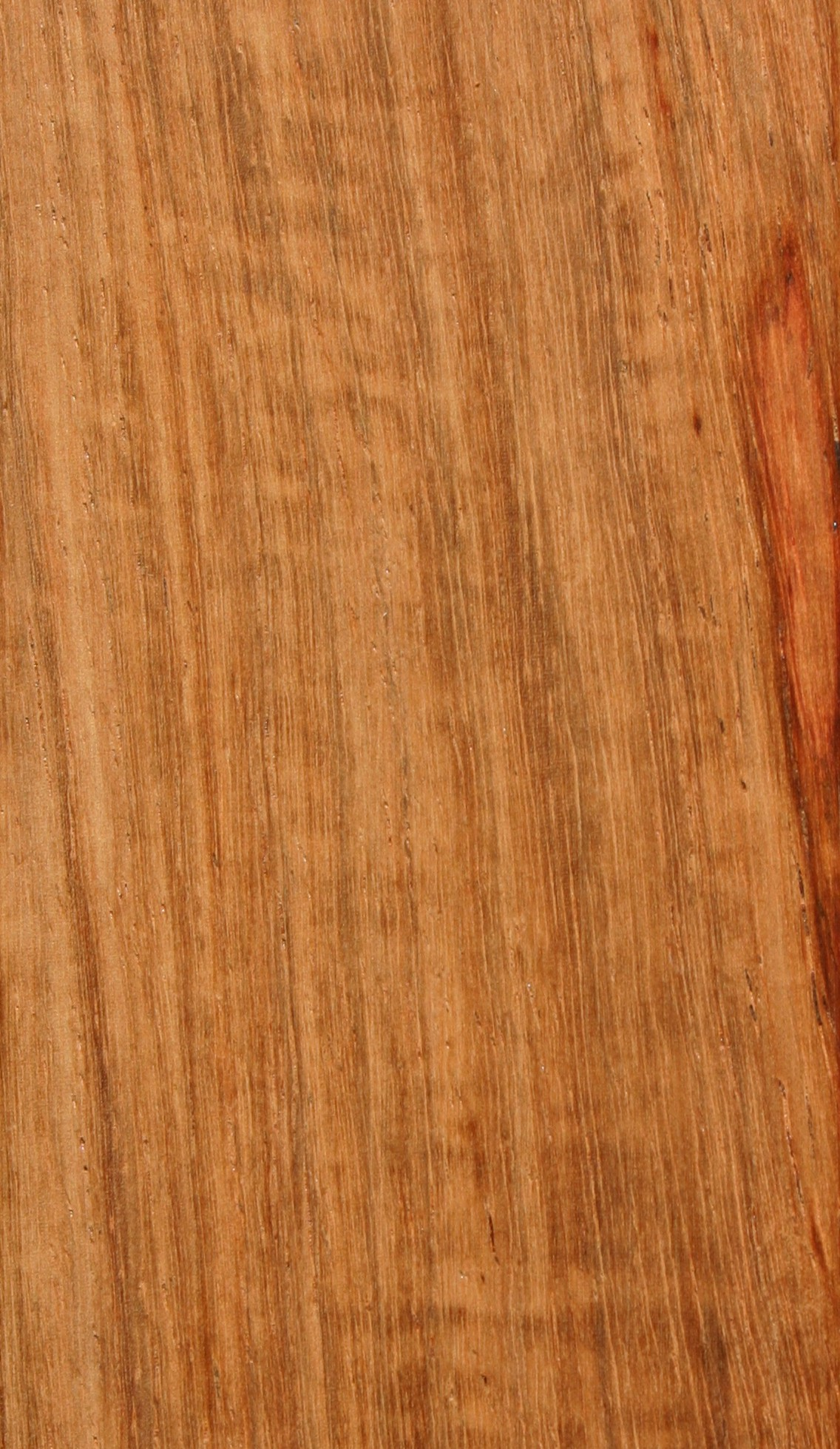
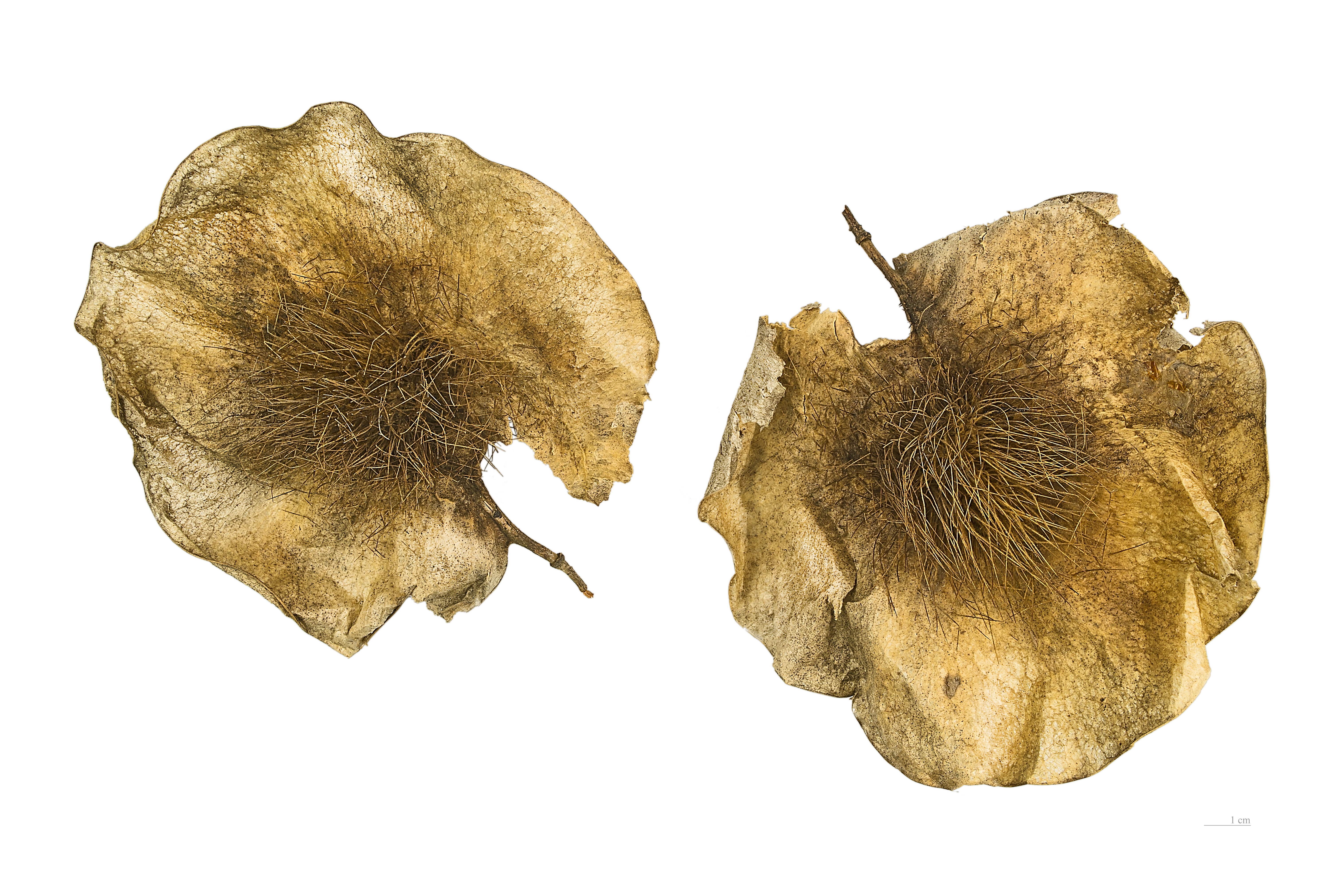